# Рішвайлер-Мюльбах
Рішвайлер-Мюльбах (нім. Rieschweiler-Mühlbach) — громада в Німеччині, розташована в землі Рейнланд-Пфальц. Входить до складу району Південно-Західний Пфальц. Складова частина об'єднання громад Таляйшвайлер-Вальгальбен.
Площа — 10,42 км2. Населення становить 2059 ос. (станом на 31 грудня 2020).